# Клотільда Савойська
Клотільда Савойська (італ. Maria Clotilde di Savoia, фр. Marie-Clothilde de Savoie, 2 березня 1843 — 25 червня 1911) — дочка короля Віктора Еммануїла II Сардинського, згодом першого короля єдиної Італії.
У 1859 вступила в шлюб з Наполеоном Жозефом (відомим як «Принц Наполеон» або «Плон-Плон»), сином Жерома Бонапарта, згідно з бажанням її батька та Наполеона III. Народила двох синів і дочку:
- Наполеон Віктор Жером Фредерік Бонапарт (1862–1926) — згодом голова дому Бонапартів.
- Луї Наполеон Жозеф Жером Бонапарт (1864–1932) — російський генерал.
- Марія Летиція Бонапарт (1866–1926) — в шлюбі зі своїм дядьком, королем Іспанії, Амадеєм I.

При Тюїльрійському дворі Клотільда трималася осторонь та самотньо, не співчуваючи панівним там звичаям. Коли її чоловік у 1872 був вигнаний з Франції, Клотільда вирушила за ним, але не повернулася до Франції, коли він отримав дозвіл оселитися на Батьківщині, а залишилася в замку Монкаліері, поблизу Турину.